# Роадстер (велосипед)

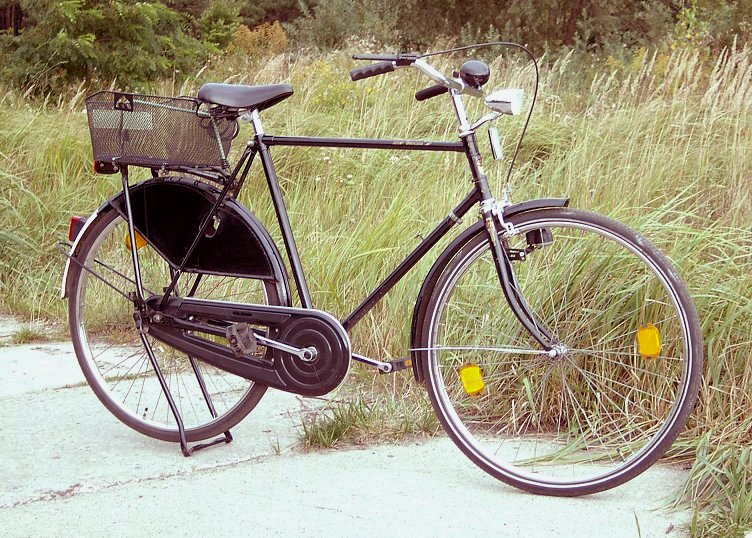
«Opafiets» — традиційний голландський родстер

Ро́адстер, також дорожник (англ. roadster bicycle), чи голландський велосипед (нім. Hollandrad, Hollandfahrrad, фр. velo hollandais), також велосипед бабусі (нід. omafiets) та велосипед дідуся (нід. opafiets) — це типовий велосипед, який колись поширився у всьому світі, і як й раніше поширений в Азії, Африці, Латинській Америці та деяких частинах Європи. Протягом останніх кількох десятиліть велосипеди-родстери традиційно вигляду відновили свою популярність у західному світі, зокрема як стиль життя або як дотримування модних тенденцій у міському середовищі.

## Дизайн та варіанти
Існували три основних варіанти роадстера:

### Роадстер

#### Чоловічий роадстер

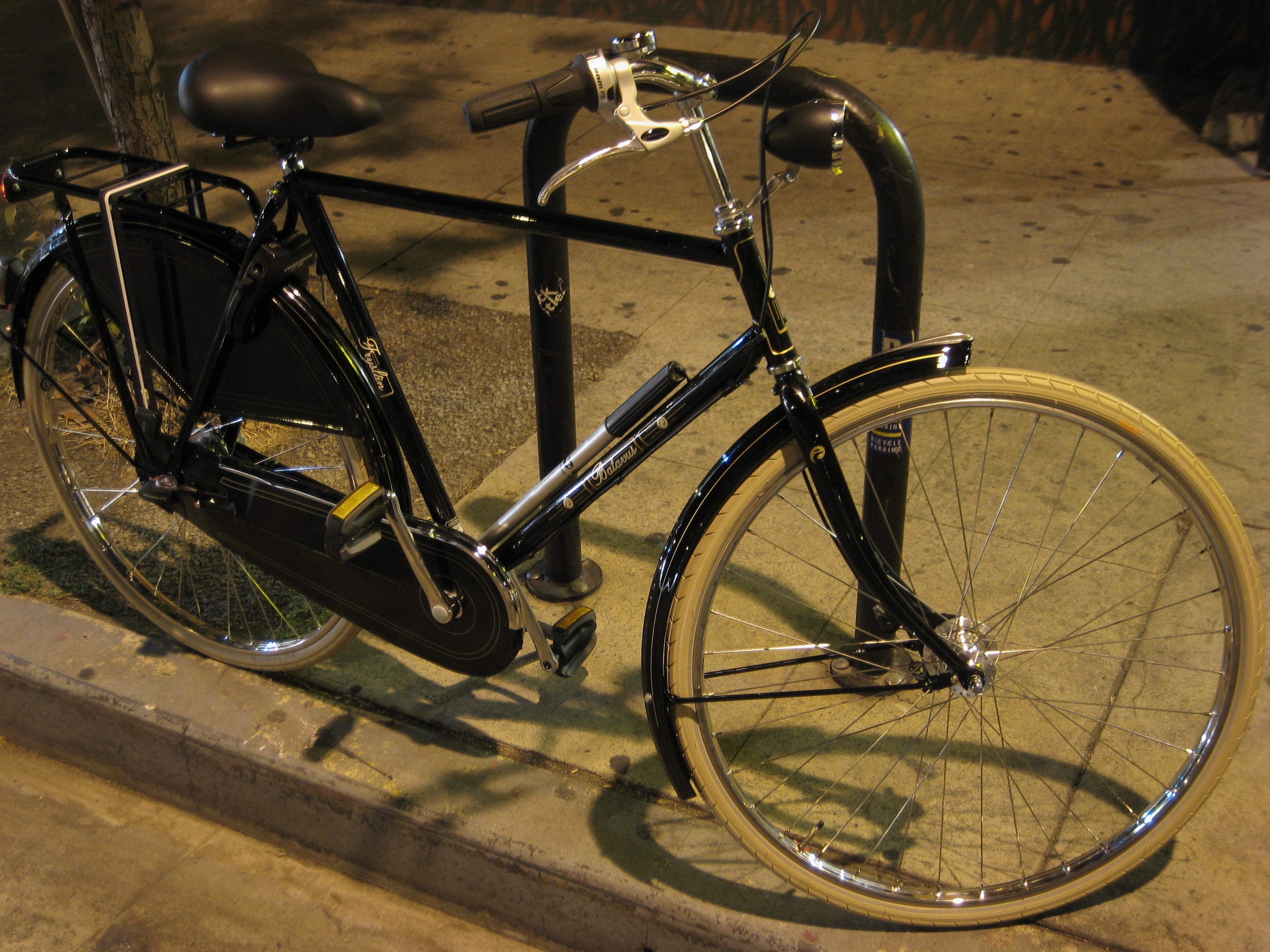
Сучасний чоловічий роадстер

Класичний родстер також відомий як «англійський роадстер» (англ. English roadster), має литу паяну стальную раму, гальмівну втулку а пізніше, і керовані тросом барабанні гальма (вони широко виготовлялися для європейського ринку), практично пряме кермо, одну передачу, або 3- чи 5- ступінчату планетарну передачу, короб подачі ланцюга, сталеві бризковики і крила, 28 x 1½ дюймові (ISO 635) колеса, обода Westwood, а часто й динамо-втулку Sturmey-Archer. Роадстери побудовані для довговічності, перш за все, тому не робляться серйозні спроби зменшити вагу в їх конструкції, дорожники важать до 18—20 кг (40—45 фунтів). Вони часто були закріплені за поліцейськими та листоношами у сільський місцевості. Цікаво, що похідна від «джентльменського роадстера» модель для дам, рідше називається роадстером.
Родстер дуже схожий у дизайні та за цільовим призначенням з «європейським міським велосипедом», моделлю, що наразі використовується у Німеччині, Данії та, головним чином, в Нідерландах (див. нижче). Основна відмінність полягає в тому, що континентальні велосипеди, як правило, мають більш високу позицію рульової стійки для більш високої постави при їзді, і, найчастіше вони мають барабанні гальма.

#### Жіноча модель

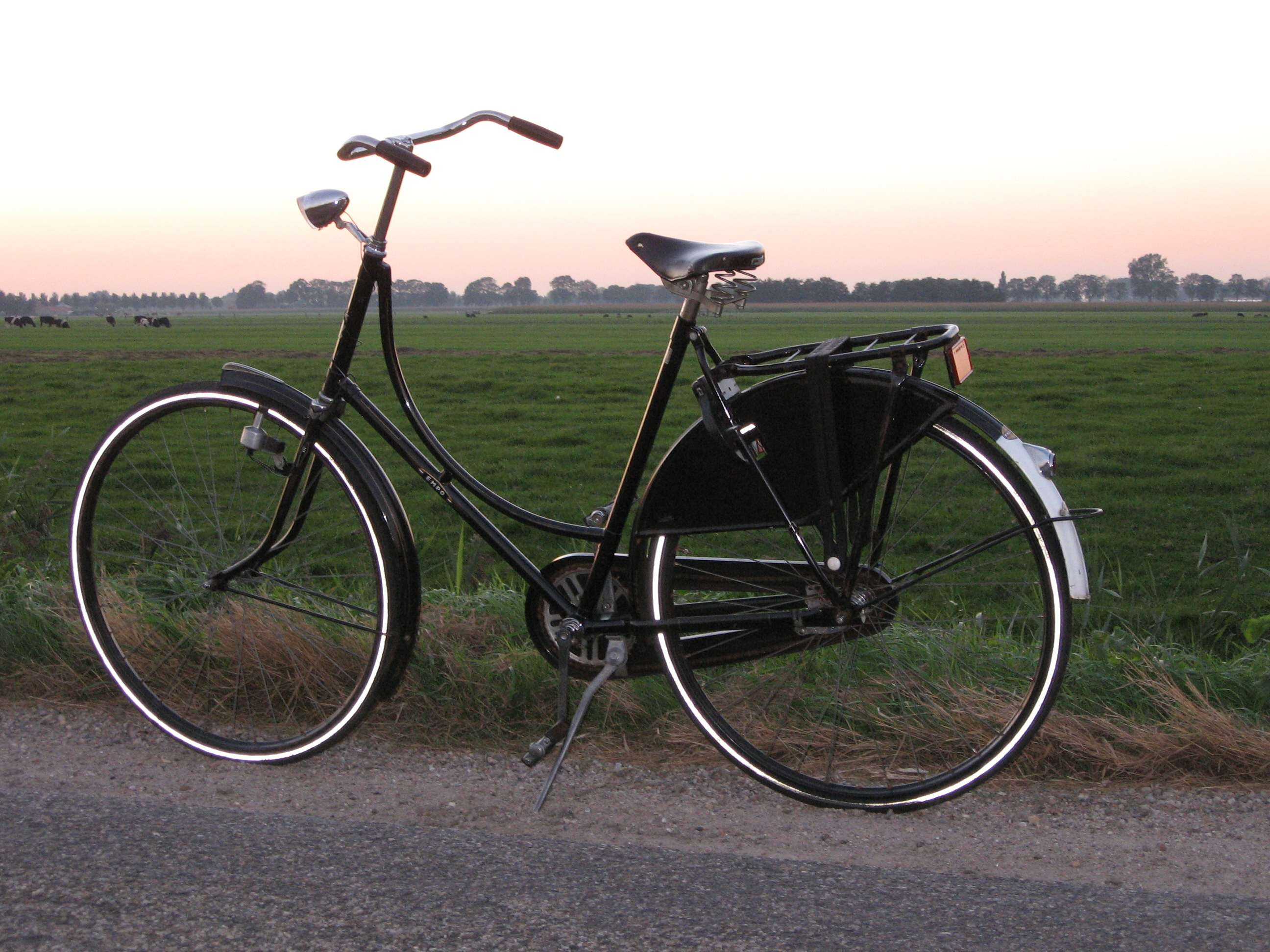
Голландський Omafiets («Бабосипед») — це жіночий роадстер з класичним дизайном

Жіноча версія дизайну родстера дуже активно розповсюдилась до 1890-х років. Вона мала низьку раму, а не діамантову (ромбову) що є у чоловічій моделі, для того щоб жінки, з їх сукнями та спідницями, могли легко залазити й їздити на своїх велосипедах, для цього модель ще оснастили захистом для спідниць, щоб перешкоджати потраплянню спідниць/суконь в спиці заднього колеса.
Як і у роадстера для чоловіків, має сталеву раму, а позиція рами та керма дало їздоку пряме положення при сидінні на велосипеді. Спочатку класичні моделі були оснащені передніми ложковими гальмами, з розвитком технологій моделі були оснащені значно покращеними гальмами на задній втулці, роликовими або барабанними гальмами.
Зважаючи на те, що жіноча версія родстера здебільшого випала з моди в Англії та багатьох інших західноєвропейських країнах у ХХ-му столітті, вона залишається популярною в Нідерландах; саме тому деякі люди називають велосипеди цього дизайну Голландськими велосипедами. У голландців це велосипеди «Omafiets» («Бабусин велосипед»), а у Фризії вони часто називаються «Widdofyts» («Вдовин велосипед»).
Класичний «Omafiets» все ще виробляється в Нідерландах і мало змінився з 1911 року: він поставляється з одношвидкісною передачею, 28" × 1½" (ISO 635) колесами, пофарбованими у чорне рамою та бризковиками, а також заднім захистом спідниці.
Сучасні варіанти бувають пофарбовані в інші кольори, з алюмінієвими рамками, барабанними гальмами, з кількома передачами в системі трансмісії; вони так само виглядають, мають такі ж розміри, що й класичні «Omafiets». (Голландський чоловічий називається «Opafiets» (Дідосипед — «Дідусин велосипед») або «Stadsfiets» («Міський велосипед»), і, як правило, має ті ж характеристики, але з «діамантовими»/ромбоподібними (чоловічими) рамами, таким чином, такі ж, як і джентльменський Англійський роадстер.)

### Sports Roadster

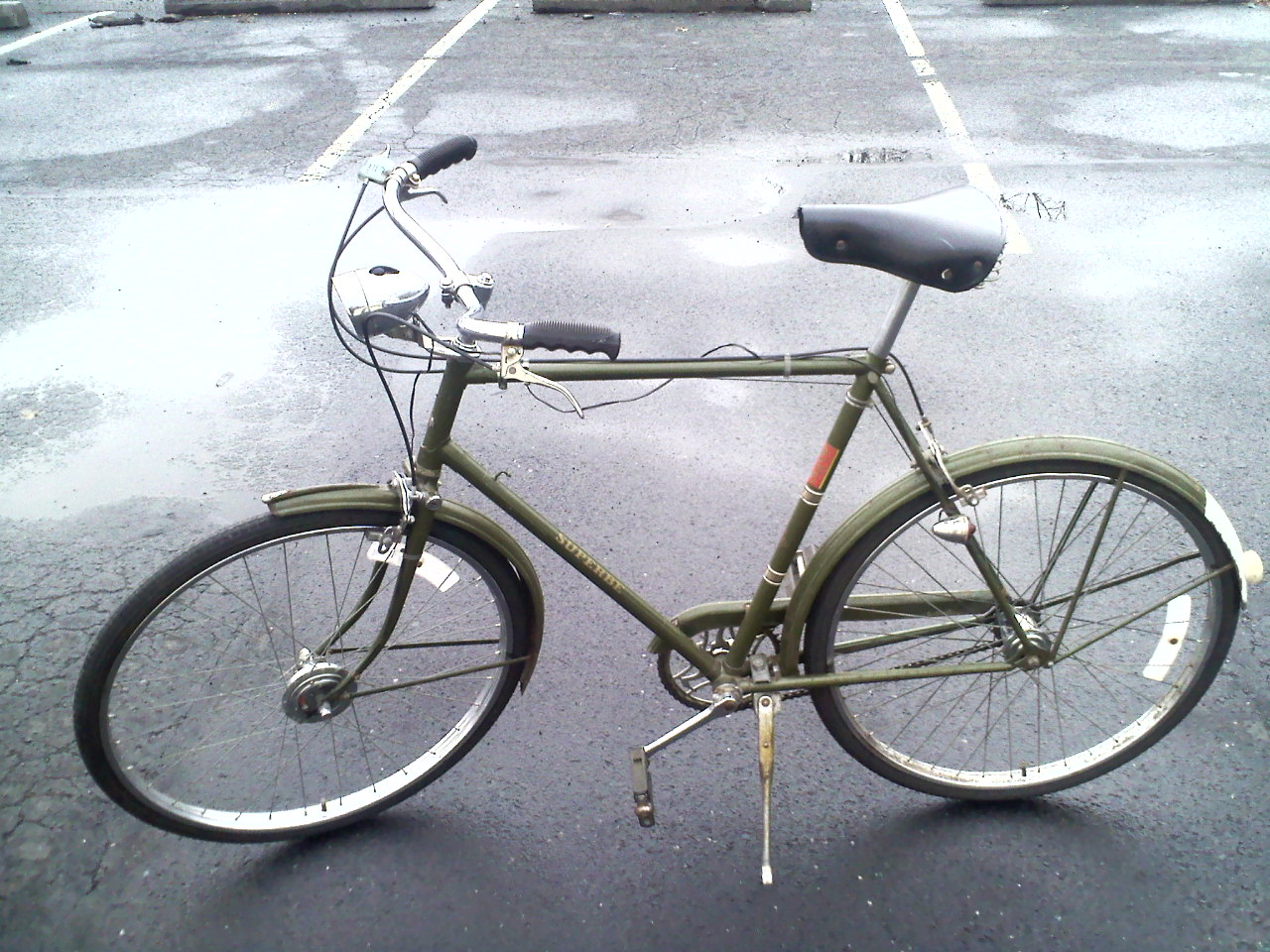
Тришвидкісний Спортивний роадстер 1971 року Raleigh Superbe з 26-дюймовими шинами та динамо-втулкою (Sturmey-Archer#Dynohub)

Варіантом цього типу велосипеда є Спортивний родстер (також відомий як «Легкий родстер», англ. "Light roadster"), який зазвичай має легшу раму і дещо крутіший кут стійки сідла і кут нахилу головної труби близько 70° — 72°, оснащений гальмами з тросом, комфортним «плоскими» кермо, бризковиками, часто трьома, чотирма або п'ятишвидкісними системами. Спортивні або Легкі роадстери були оснащені традиційними англійськими розмірами коліс 26" × 1" (ISO 590) з ободами Endrick, отже, Sports Roadster має менший «просвіт» і меншу вагу — близько 16—18 кг (35—40 фунтів). Саме цій велосипед був неправильно названий «Англійський гонщик» (англ. "English racer") у Сполучених Штатах.

### Клуб Спорт
Club sports або півгоночний — велосипед, який був високопродуктивним витвором свого часу, названий так, тому що став тим стилем велосипеда, який був популярним серед активних членів багатьох велосипедних спорт-клубів. Клубний велосипед, як правило, мав трубну раму Reynolds 531 , вузьке, непроточне шкіряне сідло, перевернутий руль (або крапельний), сталеві педалі «крисяча пастка» із зажимиом, 5—15-скоростна система передач, легкосплавні обода та легкі шини високого тиску 26" × 1¼" (ISO 597) або 27" × 1¼" (ISO 630).
Багато клубних велосипедів були односкоростними машинами, як правило, з оборотним концентратором: односкоростной маховик з одного боку, фіксована передача на іншому. Ралійщики почали використовувати ці велосипеди, починаючи з початку 40-х років. Незважаючи на те, що вони призначені для швидкої групової їзди, клубні велосипеди також часто використовувались як для Турінга, так і для проходження часу (time-trialing).

## Галерея

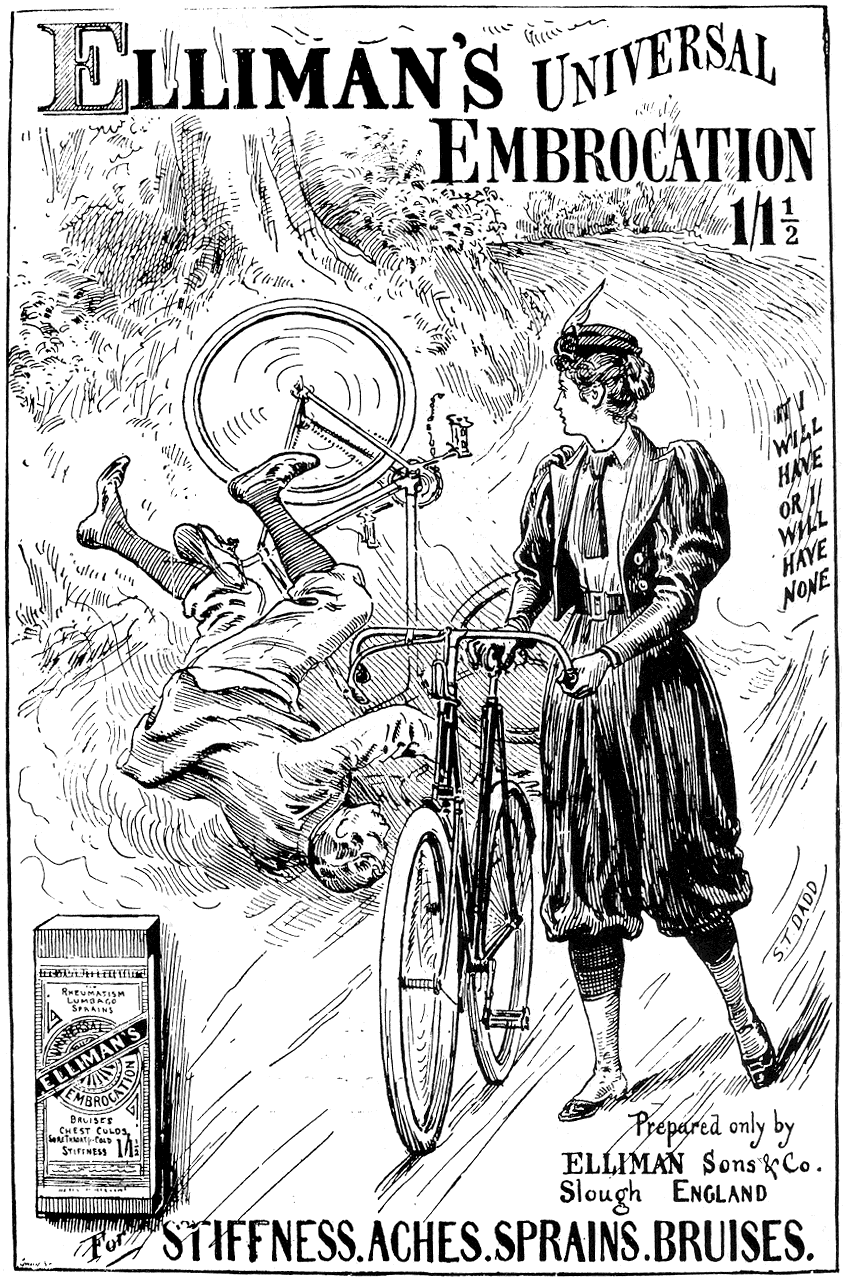
Британська реклама 1897 р. — показує жіночий велосипед/роадстер.
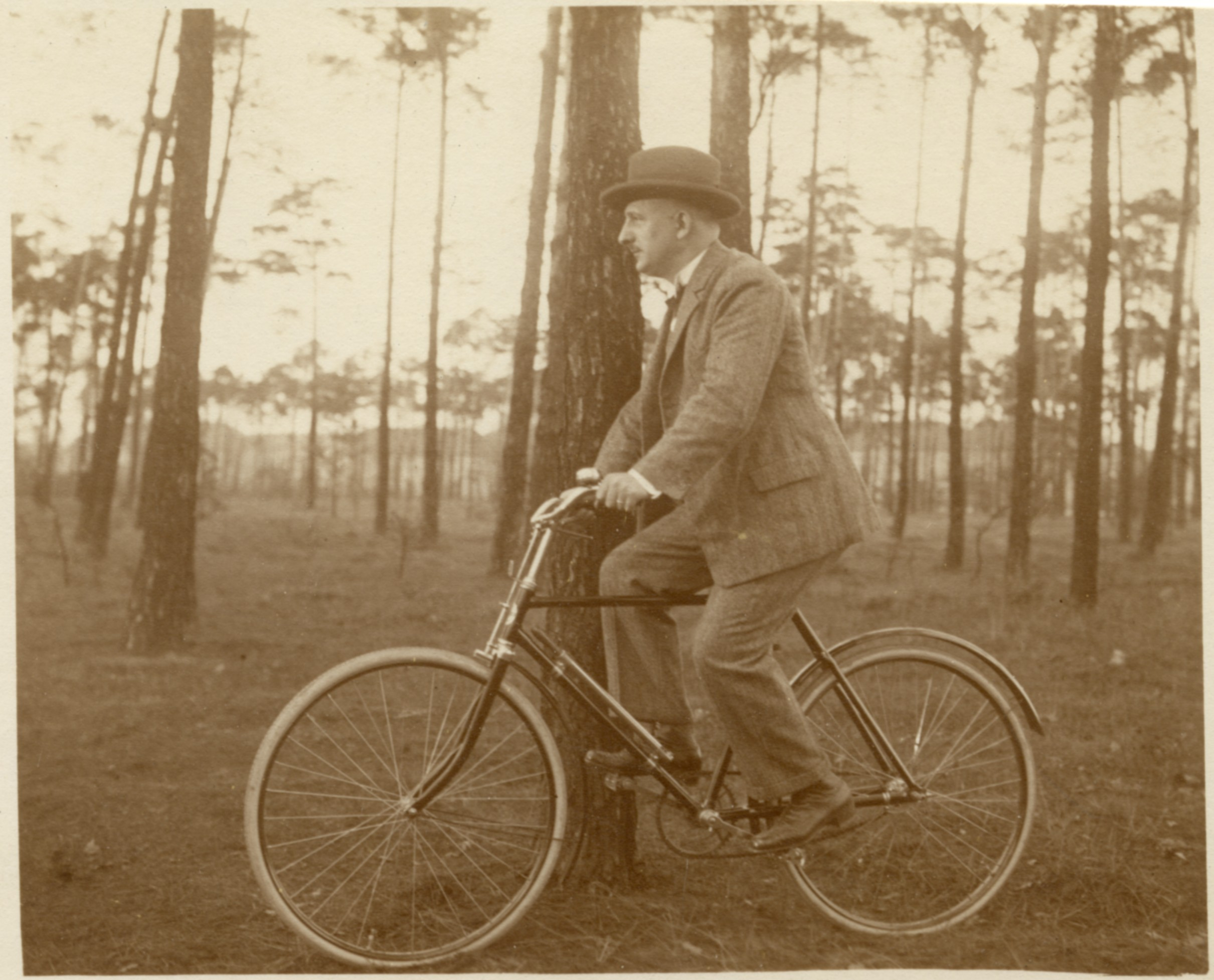
Джентльмен на роадстері 1920-х років, Німеччина.
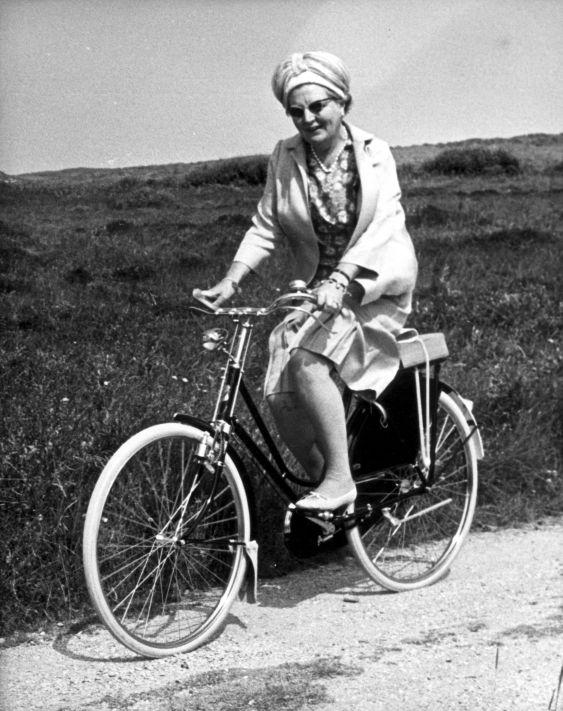
Голландська королева Юліана їде на Бабасипеді «Omafiets», 1967 р.
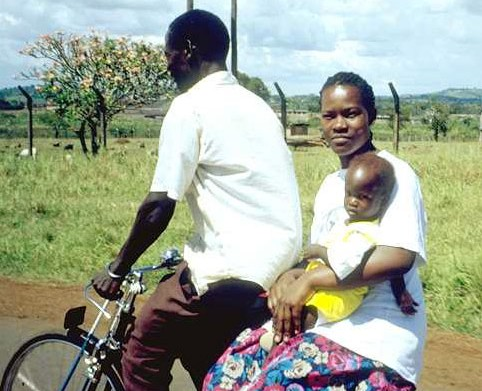
Роадстер, відомий у Східній Африці як «Чорна Мамба» (англ. "Black Mamba").
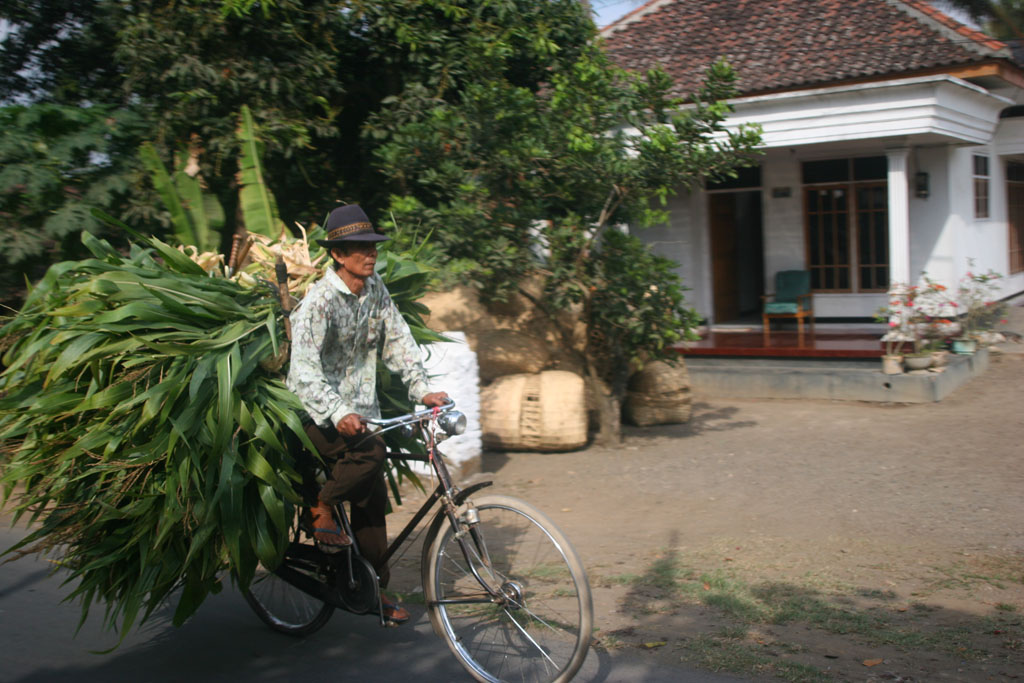
Фермер на велосипеді-роадстері, який використовується для перевезення вантажів в Індонезії.
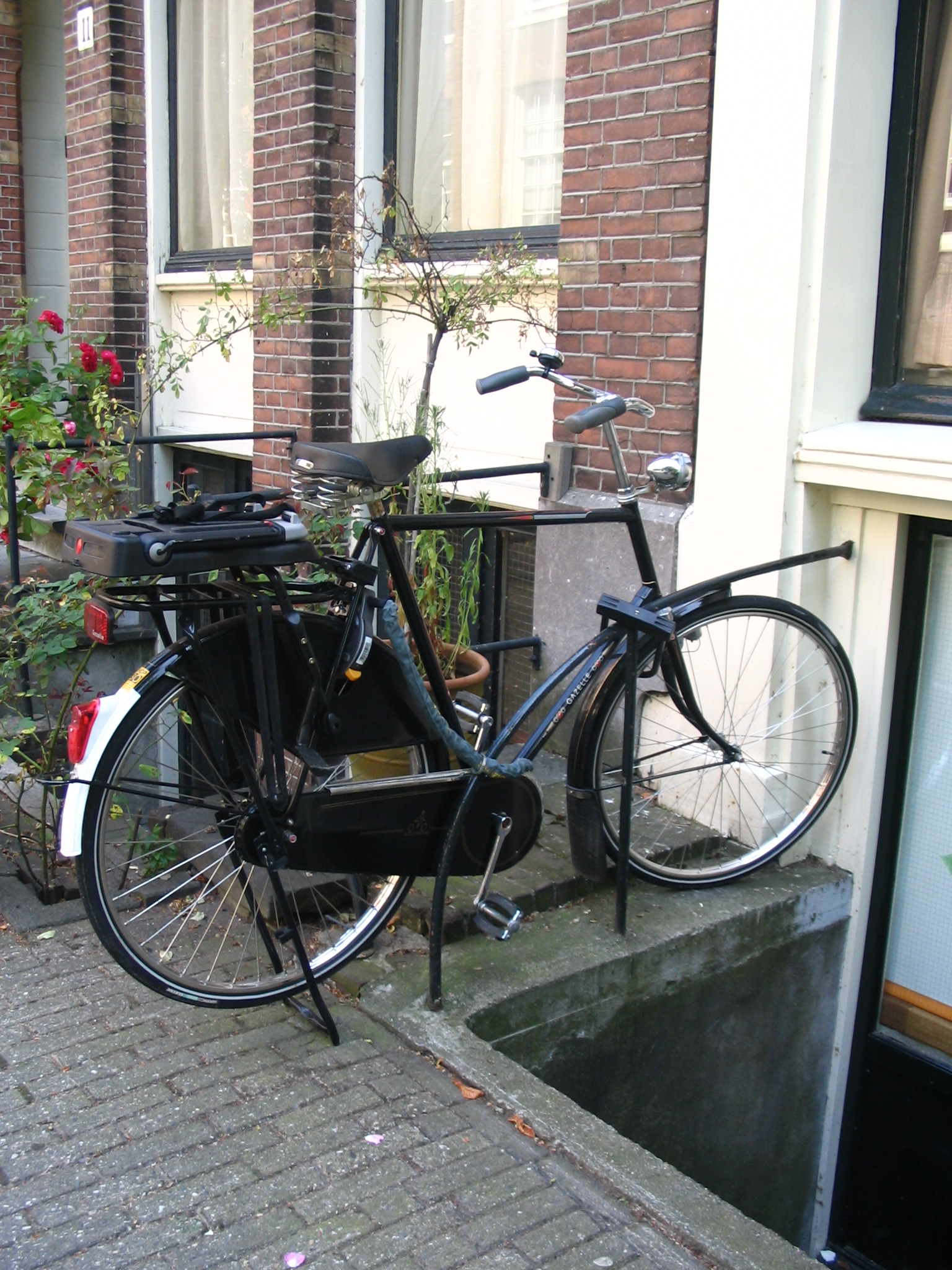
Дідосипед «Opafiets» або «Stadsfiets», є традиційним чоловічим роадстером в Голландії.
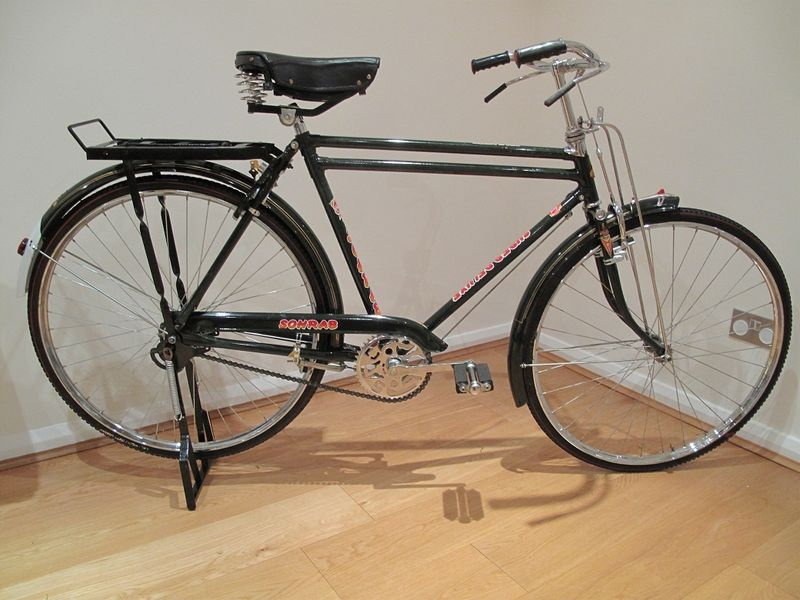
Sohrab[en] — роадстер вироблений в Пакистані, 2012.
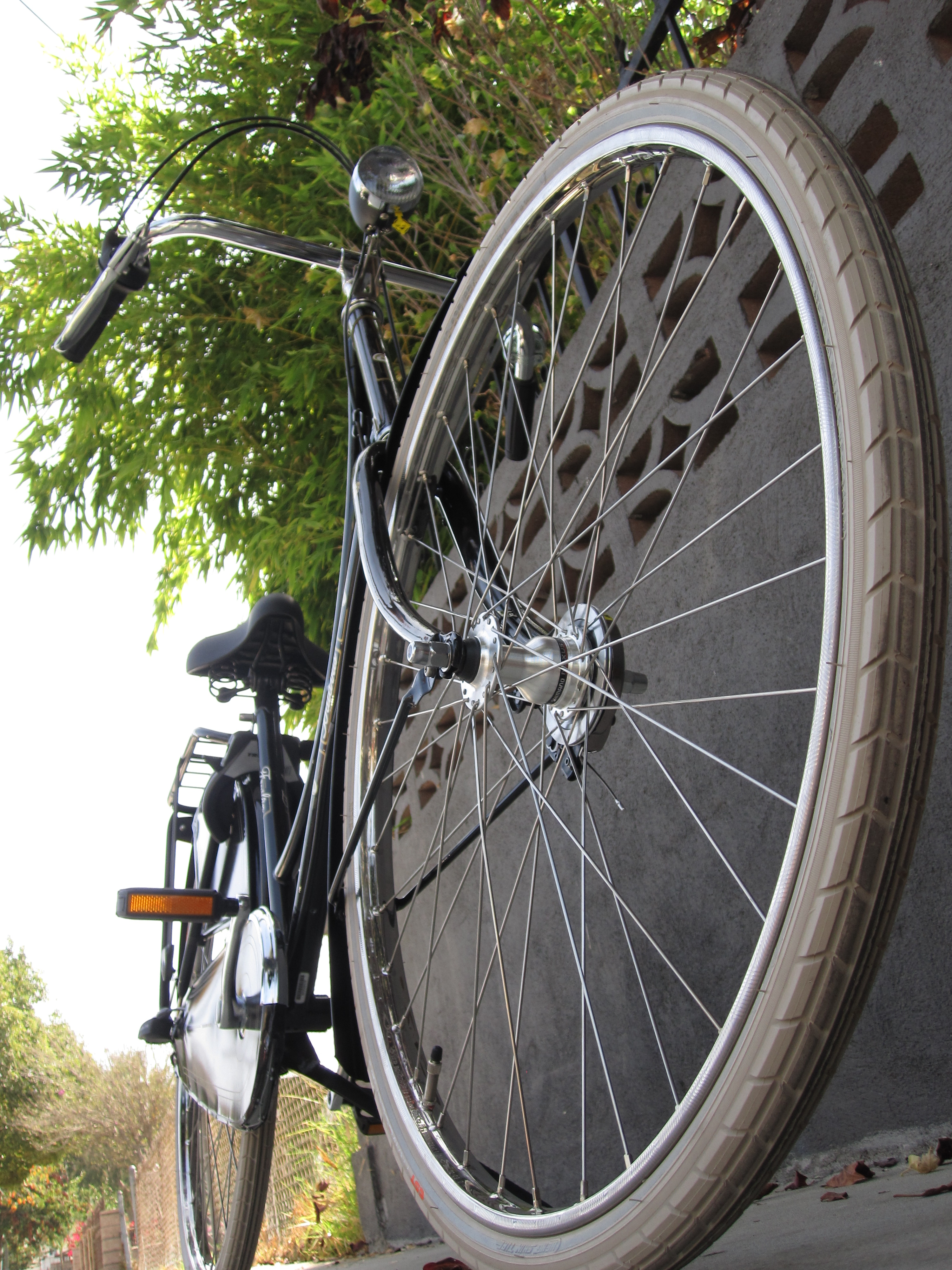
Сучасний родстер «Batavus» з втулкою Nexus та «роликовим» барабанним гальмом.